# Jeux de l'Empire britannique de 1934

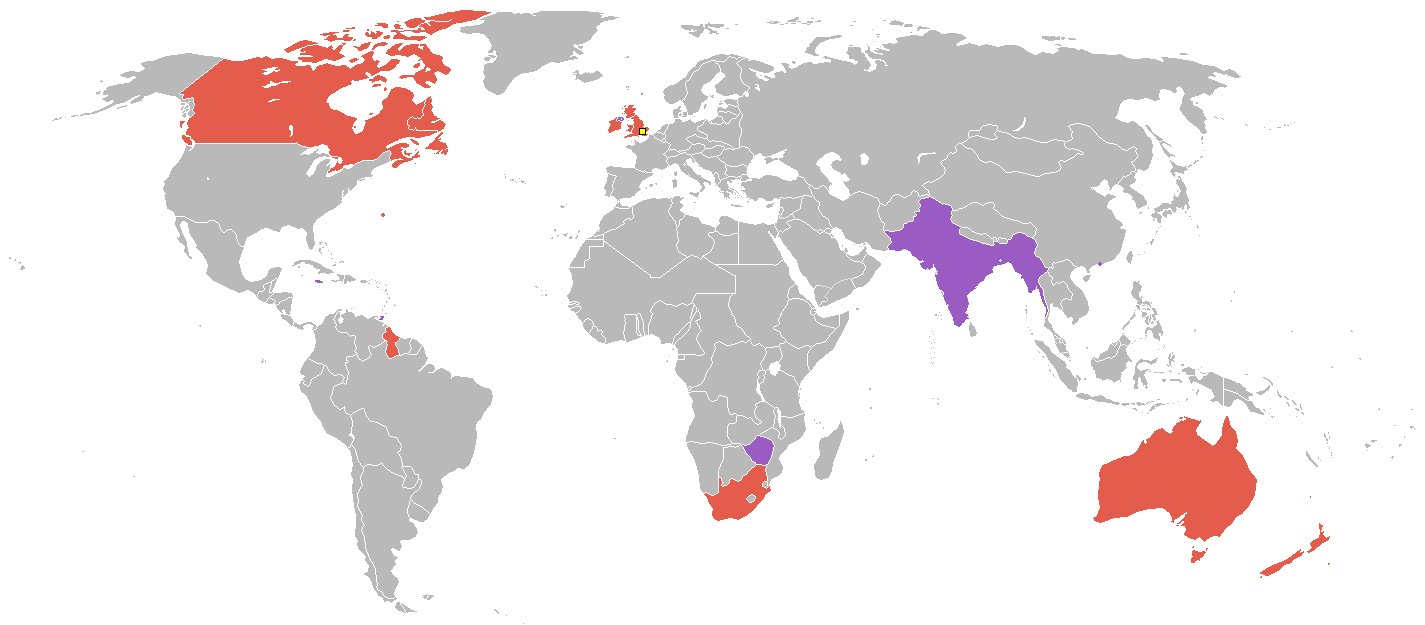
Pays participants en 1934

Les jeux de l'Empire britannique de 1934 ont eu lieu à Londres en Angleterre du 4 au 11 août 1934 dans le White City Stadium. Les compétitions de cyclisme ont eu lieu dans le Fallowfield Stadium à Manchester.
Cette édition vit l'apparition des femmes qui durent pourtant se contenter d'épreuves jugées pas trop fatigante. Les épreuves de courses en athlétisme étaient ainsi limitées aux sprint et un relais 4 × 220 yard a eu lieu en place du traditionnel relais 4 × 440 yard.
À l'origine, ces jeux devaient se dérouler à Johannesbourg en Afrique du Sud mais afin d'éviter une crise internationale à cause des politiques de discrimination raciale, ils ont été déplacés à Londres.
Terre-Neuve participait pour la dernière fois indépendante du Canada.
Près de 500 athlètes de 17 nations ont participé à ces jeux.

## Les 17 nations présentes
17 équipes ont été représentées aux jeux de l'Empire britannique de 1934. Les nouvelles nations participantes sont en gras.
| - Afrique du Sud - Angleterre - Australie - Bermudes - Canada - Écosse | - Guyane britannique - Hong Kong - Inde - État libre d'Irlande - Irlande du Nord - Jamaïque | - Nouvelle-Zélande - Rhodésie du Sud - Pays de Galles - Terre-Neuve - Trinité-et-Tobago |

## Sports et disciplines
- Athlétisme, voir résultats détaillés
- Bowls, voir résultats détaillés
- Boxe, voir résultats détaillés
- Cyclisme, voir résultats détaillés
- Lutte, voir résultats détaillés
- Natation, voir résultats détaillés
- Plongeon, voir résultats détaillés

## Tableau des médailles
| Rang  | Pays               | Or | Argent | Bronze | Total |
| ----- | ------------------ | -- | ------ | ------ | ----- |
| 1     | Angleterre         | 29 | 20     | 24     | 73    |
| 2     | Canada             | 17 | 25     | 9      | 51    |
| 3     | Australie          | 8  | 4      | 2      | 14    |
| 4     | Afrique du Sud     | 7  | 10     | 5      | 22    |
| 5     | Écosse             | 5  | 4      | 17     | 26    |
| 6     | Nouvelle-Zélande   | 1  | 0      | 2      | 3     |
| 7     | Guyane britannique | 1  | 0      | 0      | 1     |
| 8     | Pays de Galles     | 0  | 3      | 3      | 6     |
| 9     | Irlande du Nord    | 0  | 1      | 2      | 3     |
| 10    | Jamaïque           | 0  | 1      | 1      | 2     |
| 11    | Rhodésie du Sud    | 0  | 0      | 2      | 2     |
| 12    | Inde               | 0  | 0      | 1      | 1     |
| Total | Total              | 68 | 68     | 68     | 204   |